# Larisa Šepiťková
Larisa Jefimovna Šepiťková, rusky Лариса Ефимовна Шепитько (6. ledna 1938 Artemivsk, USSR, Sovětský svaz — 2. července 1979 Redkino, Kalininská oblast, Sovětský svaz) byla ukrajinská filmová režisérka.
Vystudovala VGIK pod vedením Olexandra Dovženka, v roce 1963 natočila absolventský film Pot podle předlohy Čingize Ajtmatova, který získal cenu za nejlepší debut na MFF Karlovy Vary. Dalším filmem byl portrét vojenské pilotky, která se nedokáže zařadit do mírového života, Křídla (1966). V roce 1967 natočila epizodu Vlast elektřiny do povídkového filmu k 50. výročí VŘSR Začátek neznámé éry, která ale skončila v trezoru až do roku 1987. Následoval psychologický film podle jejího vlastního scénáře Ty a já (1971) o mladém lékaři, který dává přednost kariéře před pomocí nemocným, a válečný snímek Vzestup (1977) podle novely Vasila Bykava. Příběh dvou partyzánů, kteří upadnou do německého zajetí a musejí volit mezi zradou a smrtí, získal cenu Zlatý medvěd na festivalu v Berlíně. Při natáčení dalšího filmu Loučení zahynula Larisa Šepiťková v noci na 2. července 1979 při autonehodě nedaleko obce Redkino (Tverská oblast). Loučení dokončil její manžel, režisér Elem Klimov, který také natočil životopisný dokument Larisa.